# Muro di cortina

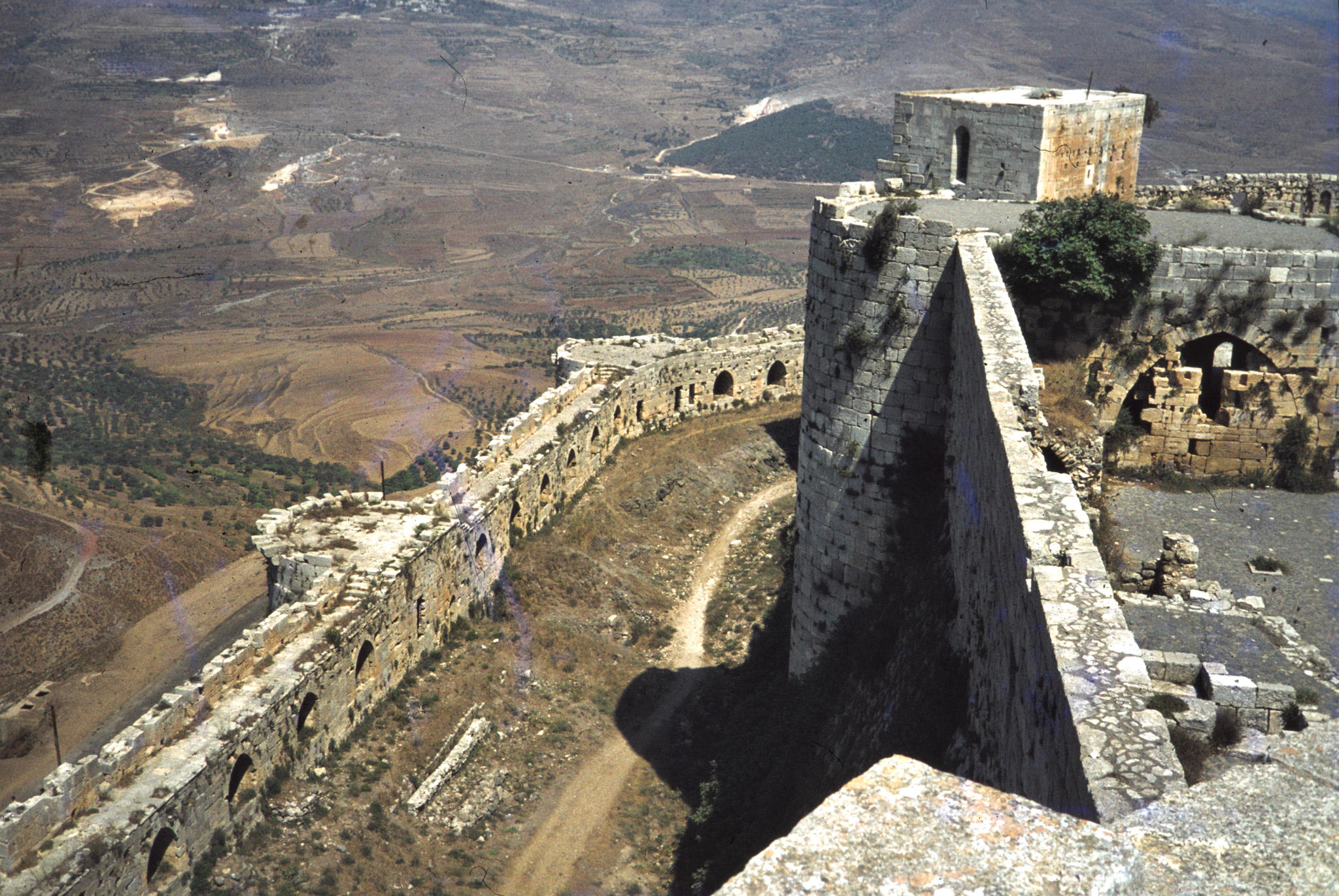
Muro di cortina del Krak dei Cavalieri, in Siria

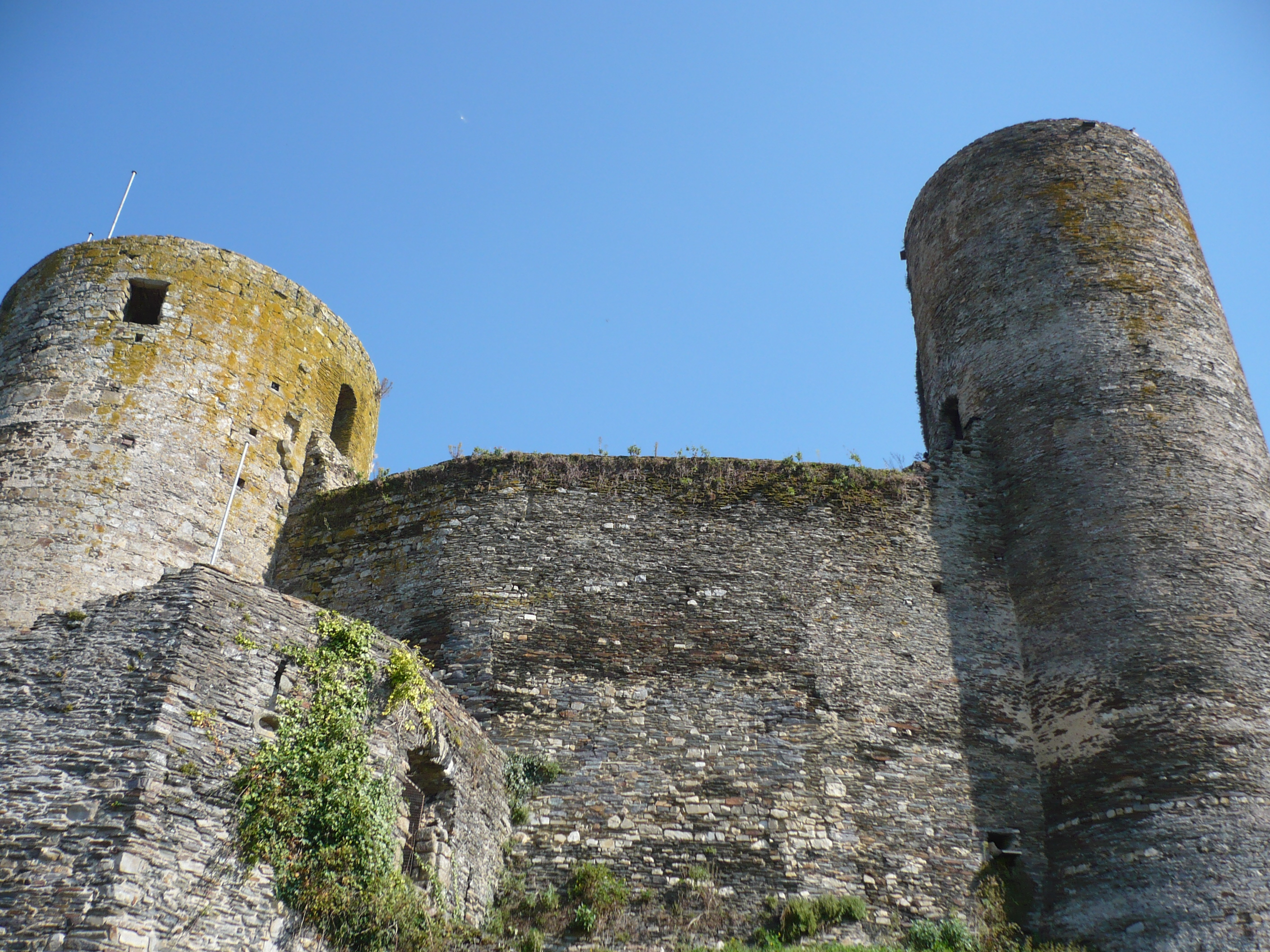
Cortina congiungente due torri del castello medievale di Pouancé

Un muro di cortina è un tipo di muro difensivo, parte della difesa di alcuni castelli medievali (ad esempio il Priamar di Savona), oppure è il tratto che congiunge due bastioni di una fortificazione alla moderna.
Il muro di cortina circondava e proteggeva la corte interna di un castello. Queste mura erano spesso unite da una serie di torri o bastioni per aumentare la loro forza e fornire migliore difesa al terreno esterno alla fortificazione. Queste costruzioni contenevano spesso altri edifici progettati per permettere a una guarnigione di resistere durante un assedio.